# Pastitsio
Pastitsio (pastitio) är en maträtt som varieras med bechamelsås och köttfärs mellan pasta. 
Maträttens namn pastitsio (grekiska παστίτσιο) kommer från italienska ordet pasticcio som i sin tur härstammar från vulgärlatinska ordet pasticium som betyder gratäng eller paj.
Maträtten har en lång historia. Det finns bevis för att man åt pastitsio före trojanska kriget (1200 f.Kr.). Ursprungliga grekiska recept beskriver pastitsion som gammalt bröd täckt med en kryddig köttsås. Rätten är en grekisk variation på lasagne, och är vanlig i det grekiska köket.
En traditionell Pastitsio innehåller nötfärs, lök, bucatini-pasta, bechamelsås, hela konserverade tomater, pecorinoost eller kefalotiri och fetaost. Rätten bakas i ugn och lagas ofta inför större tillställningar och sammankomster. 